# 岩松了
岩松 了（いわまつ りょう、1952年3月26日 - ）は、日本の劇作家で、演出家、俳優としても活動している。長崎県東彼杵郡川棚町出身。長崎県立川棚高等学校卒業、東京外国語大学外国語学部ロシア語学科中退。その作風から、日本のチェーホフと称されている。

## 概説
東京外国語大学演劇部やオンシアター自由劇場で演劇を始め、大学中退後は劇団東京乾電池で活動する。1986年に、10年近い無自覚な演劇生活を振り返り、一本好き勝手に書いて演劇は辞めると決意して発表した戯曲『お茶と説教：無関心の道徳的価値をめぐって』が高い評価を得る。1989年に発表した『蒲団と達磨』で第33回岸田國士戯曲賞を受賞し、劇作家としての地位を確立した。
1993年に『こわれゆく男』と『鳩を飼う姉妹』で紀伊國屋演劇賞個人賞、1998年に『テレビ・デイズ』で読売文学賞、2018年に『薄い桃色のかたまり』で鶴屋南北戯曲賞を受賞した。また、1998年に劇映画『東京日和』で第21回日本アカデミー賞優秀脚本賞、2018年には兵庫県文化賞も受賞している。

## 作家等としての活動

### 演劇
- 『まことむすびの事件』、1986年3月、共同演出[注 8][6]。
- 『お茶と説教：無関心の道徳的価値をめぐって』、1986年10月、作・演出[注 9]。
- 『台所の灯：人とその一般性の徴候に寄せて』、1987年5月、作・演出[注 9]。
- 『恋愛御法度：無駄と正直の劇的発作をめぐって』、1987年10月、作・演出[注 9]。
- 『蒲団と達磨』、1988年、作・演出[注 10]。第33回岸田国士戯曲賞受賞作品。
- 『お父さんの海水浴』、1989年、作・演出[注 10]。
- 『隣の男』、1990年、作・演出[6]。
- 『食卓で会いましょう』、1990年、作・演出[6]。
- 『サラダボール』、1990年、作[6]。
- 『陥没』、1990年7月、作・演出[12]。
- 『お父さんのお父さん』、1990年11月、作・演出[注 10][11]。
- 『鉢植を持つ男』、1991年、作・演出[6]。
- 『スターマン』、1991年、作・演出[6]。
- 『恋愛日記・増補版』、1991年6月、共作[注 11][13]。
- 『市ヶ尾の坂』、1992年、作・演出[6]。
- 『アイスクリームマン』、1992年5月、作・演出[注 12][14]。
- 『こわれゆく男』、1993年、作・演出[6]。紀伊国屋演劇賞個人賞受賞作品。
- 『鳩を飼う姉妹』、1993年、作[6]。紀伊国屋演劇賞個人賞受賞作品。
- 『月光のつゝしみ』、1994年、作・演出[6]。
- 『ベンチャーズの夜』、1994年、作・演出[6]。
- 『恋する妊婦』、1994年、作・演出[6]。
- 『赤い階段の家』、1995年、作[6]。
- 『浮雲』、1995年、作・演出[6]。
- 『センター街』、1995年、作・演出[6]。
- 『続ジョン・シルバー』、1995年、演出[6]。
- 『四人姉妹』、1996年6月、作[15]。
- 『テレビ・デイズ」1996年、作・演出。
- 『出発』、1996年、演出[6]。
- 『うたかた日記』、1996年、作[6]。
- 虹を渡る女（1998年、作・演出）
- 水の戯れ（1998年、作・演出）
- 悪戯（2000年、作・演出）
- 隠れる女（2000年、作・演出）
- 夏ホテル（2001年、作・演出）
- 嵐が丘（2002年、脚本・演出）
- 「三人姉妹」を追放されしトゥーゼンバフの物語（2002年、作・演出）
- 月光のつ丶しみ（2002年、作・演出）
- ワニを素手でつかまえる方法(2003年、作・演出)
- シブヤから遠く離れて（2004年、作）
- 隣りの男（2005年、作・演出）
- マテリアル・ママ（2006年、作・演出）
- 船上のピクニック（2007年、作）
- シェイクスピア・ソナタ（2007年、作・演出）
- 死ぬまでの短い時間（2007年、作・演出）
- 恋する妊婦（2008年、作・演出）
- 箱の中の女（2008年、作・演出）
- マレーヒルの幻影（2009年、作・演出）
- シダの群れ（2010年、作・演出）
- 国民傘（2011年、作・演出）
- ルート99（2011年、作）
- アイドル、かくの如し（2011年、作・演出・出演）
- カスケード（2012年、作・演出）
- シダの群れ 純情巡礼編（2012年、作・演出）
- 泡（2013年、作・演出）
- 不道徳教室（2013年、作・演出）
- シダの群れ3 港の女歌手編（2013年、作・演出）
- 宅悦とお岩（2014年、作・演出）
- ジュリエット通り（2014年、作・演出）
- 結びの庭（2015年、作・演出・出演）
- 青い瞳（2015年、作・演出）
- 家庭内失踪（2016年、作・演出） - 望月[16]
- 薄い桃色のかたまり（2017年、作・演出） ※第21回鶴屋南北戯曲賞受賞[17]
- 『三人姉妹はホントにモスクワに行きたがっているのか？』、2018年1月、作・演出[18]。
- 『空ばかり見ていた』、2019年3月、作・演出[注 13][20]。
- 『二度目の夏』、2019年7月、作・演出・出演[21]。
- 『そして春になった』、2020年12月、作・演出[22]。
- 『いのち知らず』、2021年10月、作・演出・出演[23]。
- 『明後日「青空は後悔の証し」］、2022年5月、作・演出[24]。
- 『クランク・イン！』、2022年10月、作・演出[25]。
- 『カモメよ、そこから銀座は見えるか？』、2023年6月、作・演出・出演[26]。
- 『峠の我が家』、2024年10月、作・演出・出演[27]。
- 『私を探さないで』2025年10月 - 11月、作・演出・出演[28]

### ラジオ・ドラマ
- 『晴れた日に風の語ったこと』NHK東京〈ラジオ劇場〉、1982年3月27日、脚本[29]。
- 『カラマーゾフの森』NHK東京〈青春アドベンチャー〉、2002年、脚本[注 14][30][31]。

### テレビ・ドラマ
- 『刑事ヨロシク』、TBS、1982年、脚本[注 15][32]。
- 『AカップCカップ』、TX、1983年、脚本[注 16]。
- 『サラリーマン教室』、TBS〈新鋭ドラマシリーズ〉、1986年、脚本[注 17]。
- 『田中さんのデモテープ』、KTV、1987年、脚本[6]。
- 『風の中の弁当』、KTV、1987年、脚本[6]。
- 『妻をめとらば』、TX、1989年、脚本[注 18]。
- 『渋谷・青春坂・ラブホテル』、TBS〈ドラマチック22〉、1990年、脚本[注 19]。
- 『奇妙な出来事』、CX、1990年、監督・脚本[注 20]。
- 『仙台七夕 幻の女』、TX〈月曜・女のサスペンス〉、1991年、脚本[注 21]。
- 『La cuisine』、CX〈JOCX-MIDNIGHT〉、1992年、監督[注 22]。
- 『いつか見た空』、NHK〈ドラマ新銀河〉、1996年、作[注 23]。
- 『恋のためらい』、TBS、1997年、脚本[注 24]。
- 『日曜日は終わらない』、NHK大阪〈ハイビジョン試験放送〉、1999年、脚本[注 25]。
- 『死者からの手紙』、NHK〈HVサスペンス〉、2001年、脚本[注 26]。
- 『私立探偵 濱マイク』、YTV、2002年、監督・脚本[注 27]。
- 『ビタミンF』、NHK〈衛星ドラマ劇場〉、2002年、脚本[注 28]。
- 『そして明日から』、HTB〈HTBスペシャルドラマ〉、2003年、脚本[注 29]。
- 『社長をだせ! 〜実録・クレーマーとの死闘を制した女』、YTV、2005年、監督・脚本[注 30]。
- 『ママ!アイラブユー』、CBC〈ドラマ30〉、2005年、脚本[注 31]。
- 『時効警察』、EX、2006年、監督・脚本[注 32]。

### 映画
- 『HOT STAFF 快感SEXクリニック』、1987年、脚本[注 33][33]。
- 『バカヤロー! 2 幸せになりたい。』、1989年、監督[注 34][34]。
- 『お墓と離婚』、1993年、監督[35]。
- 『東京日和』、1997年、脚本[36]。日本アカデミー賞優秀脚本賞受賞作品。
- 『こおろぎ』、2006年、脚本[37]。
- 『たみおのしあわせ』、2007年、監督・脚本[38]。

### ビデオ・ドラマ
- 『バカヤロー! V エッチで悪いか』、1994年、監督[注 35]。

## 演者等としての活動

### 映画
- ノーライフキング（1989年）
- ファンシイダンス（1989年） - 社員
- バカヤロー!4 YOU! お前のことだよ 第二話「カラダだけの男」（1991年） - 和倉三郎
- 無能の人（1991年）※友情出演
- 死んでもいい（1992年） - 40代のオカマ
- ひき逃げファミリー（1992年） - 原沢善治
- 空がこんなに青いわけがない（1993年） - 銀行員
- 大いなる学生（1993年） - 植田
- ヌードの夜（1993年） - 志村
- 119（1994年） - 岩倉一郎
- マークスの山（1995年） - 警視庁 刑事部捜査第1課管理官 警視 竹内
- GONIN（1995年） - トイレの男
- MIND GAME（1998年） - 相馬武雄
- SF サムライ・フィクション（1998年） - 近習番 室戸
- 犬、走る（1998年）
- コキーユ 〜貝殻〜（1999年） - 郷田直之
- おしまいの日。（2000年） - 上原課長
- 連弾（2001年） - タクシー運転手
- ハッシュ!（2002年） - 産婦人科医
- 木更津キャッツアイ 日本シリーズ（2003年） - 30年後のアニ
- ゼブラーマン（2004年） - 神田
- 死に花（2004年） - 阿保親雄
- キューティーハニー（2004年） - 秋夏子の部下
- 真夜中の弥次さん喜多さん（2005年） - 旅籠の番頭
- イン・ザ・プール（2005年） - 前西室長
- 夢の中へ（2005年） - 町田
- 亀は意外と速く泳ぐ（2005年） - クギタニシズオ
- 日曜日は終わらない（2005年、兼脚本）
- ダメジン（2006年） - 沼さん
- 無花果の顔（2006年） - 交際相手
- となり町戦争（2007年） - 田尻
- 図鑑に載ってない虫（2007年） - 目玉のおっちゃん
- 転々（2007年） - 国松
- 愛のむきだし（2009年） - BUKKAKE社 社長
- インスタント沼（2009年） - 泰安貿易 社長 亀坂
- ガマの油（2009年）
- ディア・ドクター（2009年） - 岡安嘉文警部補
- 山形スクリーム（2009年） - 岡垣内今朝明
- 空気人形（2009年） - レンタルビデオ店長 鮫洲
- かずら（2010年） - 大井川明
- ボーイズ・オン・ザ・ラン（2010年） - マンモス部長
- 川の底からこんにちは（2010年） - 木村信夫
- SR サイタマノラッパー2 女子ラッパー☆傷だらけのライム（2010年） - アユムの父
- 森崎書店の日々（2010年） - サブ
- のだめカンタービレ 最終楽章 後編（2010年） - 野田辰男
- あぜ道のダンディ（2011年） - 医師
- 恋の罪（2011年） - スーパーの店長
- RAILWAYS 愛を伝えられない大人たちへ（2011年） - 島村洋二
- 悪の教典（2012年） - 校長
- ペコロスの母に会いに行く（2013年） - 岡野雄一
- 俺俺（2013年） - 村野刑事
- 謝罪の王様（2013年） - 映画監督
- 中学生円山（2013年） - 大谷
- クロユリ団地（2013年） - 槇村ひとみの父
- バンクーバーの朝日（2014年） - 三宅忠蔵（トム三宅の父）
- THE NEXT GENERATION -パトレイバー- episode2「98式再起動せよ」（2014年） - 神原
- トイレのピエタ（2015年） ‐ 園田一男（園田宏の父）
- 3月のライオン（2017年） - 神宮寺崇徳
- 東京喰種トーキョーグール（2017年） - 嘉納明博[39]
- 22年目の告白 -私が殺人犯です-（2017年） - 山縣明寛
- おじいちゃん、死んじゃったって。（2017年）- 春野昭夫
- 女流闘牌伝 aki（2017年）- 小島武夫プロ（ミスター麻雀）
- 猫は抱くもの（2018年） - 老猫
- 音量を上げろタコ!なに歌ってんのか全然わかんねぇんだよ!!（2018年） - 無料レコード社長
- 黒蝶の秘密（2018年） - 北浦亮治
- ステップ（2020年） - 榎本営業部長
- 花束みたいな恋をした（2021年） - 八谷芳明
- ヤクザと家族 The Family（2021年）- 大迫和彦
- 犬部!（2021年） -  大学教授
- 鳩の撃退法 (2021年) - 川島
- Iké Boys (2021年) - Daisuke Ogata[注 36]
- 大怪獣のあとしまつ（2022年、東映 / 松竹） - 五百蔵 睦道
- シン・ウルトラマン（2022年） - 小室肇[41][42]
- コンビニエンス・ストーリー（2022年、東映ビデオ）- 榊
- サバカン SABAKAN（2022年） - ミカン農家
- コーポ・ア・コーポ（2023年）
- 若武者（2024年） - 平吉[43][44]

### テレビ・ドラマ
- 有閑倶楽部（1986年、フジテレビ）
- 日曜日は終わらない（1999年、NHK大阪、兼脚本）
- ロケット・ボーイ（2001年、フジテレビ） - 松井佐助
- 私立探偵 濱マイク（2002年、読売テレビ、兼監督・脚本）
- ホーム&アウェイ 第7話（2002年、フジテレビ） - 長谷川
- 怪談百物語 第11話（2002年、フジテレビ）
- 夜逃げ屋本舗 第4話（2003年、日本テレビ）
- ブラックジャックによろしく 第4話（2003年、TBS） - 店主
- マンハッタンラブストーリー （2003年、TBS）
- HTBスペシャルドラマ そして明日から（2003年、北海道テレビ放送、兼脚本） - 吉岡泰三
- 砦なき者（2004年、テレビ朝日） - 多島芳之
- 冗談でしょッ!離婚予定日（2004年、中部日本放送） - 沢田一郎
- ママ!アイラブユー（2005年、中部日本放送、兼脚本） - 小宮山勝
- スローダンス（2005年、フジテレビ） - 日下部正一
- 連続テレビ小説（NHK）
  - 風のハルカ（2006年） - 浜口の父
  - 花子とアン（2014年8月19日 - 9月） - 漆原光麿
- 時効警察（2006年、テレビ朝日） - 時効管理課長・熊本[注 32]
- 社長をだせ! 〜実録・クレーマーとの死闘を制した女（2005年、読売テレビ、兼監督・脚本）
- のだめカンタービレ（2006年、フジテレビ） - 野田辰男（のだめの父）
- 帰ってきた時効警察（2007年） - 時効管理課長・熊本
- あしたの、喜多善男〜世界一不運な男の、奇跡の11日間〜（2008年、関西テレビ） - 江端達夫
- 絶対彼氏〜完全無欠の恋人ロボット〜（2008年、フジテレビ） - 井沢芳春
- 監査法人（2008年、NHK名古屋） - 須賀室長
- 誰も守れない（2009年1月24日、フジテレビ）
- 超人ウタダ（2009年、WOWOW）
- 天地人（2009年、NHK） - 真田昌幸
- 官僚たちの夏（2009年7月、TBS）
- 火の魚（2009年、NHK広島） - 編集者・伊藤
- 深夜食堂 （毎日放送） - 戸山正夫
  - 第5話（2009年11月）
  - 第21話（2014年10月）
- アザミ嬢のララバイ 第4話「死者は死んだ羊の夢を見るか?」（2010年5月12日、毎日放送） - 辻田邦夫
- GM〜踊れドクター（2010年7月18日、TBS）
- 熱海の捜査官（2010年7月 - 9月、テレビ朝日） - 相模徳三郎
- 幻夜 第1話（2010年11月21日、WOWOW） - 米倉俊郎
- 任侠ヘルパースペシャル（2011年1月9日、フジテレビ） - 竹村医師
- 外交官・黒田康作（2011年、フジテレビ） - 山路貴繁
- 同期（2011年2月20日、WOWOW）
- プロポーズ兄弟〜生まれ順別 男が結婚する方法〜 （2011年2月21 - 24日、フジテレビ）
- グッドライフ〜ありがとう、パパ。さよなら〜 第1話（2011年4月19日、関西テレビ） - 二宮弁護士
- CBC開局60周年記念スペシャルドラマ 初秋（2011年10月8日、CBC/TBS）- 重宗
- 蝶々さん〜最後の武士の娘〜（2011年11月19日・26日、NHK） - 太田善三郎
- 最後から二番目の恋 第7話（2012年2月23日、フジテレビ）
- 猫弁〜死体の身代金〜（2012年4月23日、TBS） - 大河内進
- 宮部みゆき 4週連続 “極上”ミステリー 第1夜 理由 （2012年5月7日、TBS） - 砂川信夫
- 鍵のかかった部屋 第9話（2012年6月11日、フジテレビ） - 富樫口達
- トッカン 特別国税徴収官（2012年7月4日 - 9月19日、日本テレビ） - 清里肇
- MONSTERS 第2話（2012年10月28日、TBS） - 鷺沼晋太郎
- 潜入探偵トカゲ 第2話（2013年4月25日、TBS） - 三雲龍介
- お天気お姉さん 第5話（2013年5月10日、テレビ朝日） - 榎本正行
- 天魔さんがゆく 第3話（2013年7月29日、TBS） - ベルサイユ目白
- ロング・グッドバイ（2014年4月19日 - 5月17日、NHK） - 財前
- 55歳からのハローライフ 第3話（2014年6月28日、NHK） - 栗本
- 若者たち2014 第3・5・10話（2014年7月 - 9月、フジテレビ） - 佐渡
- グーグーだって猫である 第2話（2014年10月25日、WOWOW） - 立花秀夫[45]
- 翳りゆく夏（2015年1月18日 - 2月15日、WOWOW） - 井上周平
- 北陸新幹線 / Friend-Ship Project ～親子のバトン～（2015年2月12日 - 27日、テレビ東京） - 高橋塑吉
- 植物男子ベランダー SEASON2 第2話（2015年4月23日、NHK BSプレミアム） - 斑目幸範
  - 植物男子ベランダー 俺のウィンタースペシャル 第1夜（2015年12月27日）
  - 植物男子ベランダー SEASON3 第3話（2016年5月5日）、最終話（2016年9月8日）
- 医師たちの恋愛事情 第8話（2015年5月28日、フジテレビ） - 岩瀬重雄
- ナポレオンの村（2015年7月-9月、TBS） - 喜多文夫[46]
- 探偵の探偵（2015年） - 竹内勇樹
- 経世済民の男 第三部『鬼と呼ばれた男〜松永安左エ門』（2015年9月19日、NHK名古屋） - 小池隆一
- 相棒 season14 第4話「ファンタスマゴリ」（2015年11月4日、テレビ朝日） - 片野坂義男
- きんぴか（2016年2月 - 3月、WOWOW） - 田之倉五郎松
- 徳山大五郎を誰が殺したか?（2016年7月 - 、テレビ東京） - 参宮橋校長[47]
- バイプレイヤーズ 〜もしも6人の名脇役がシェアハウスで暮らしたら〜 第9話（2017年3月11日、テレビ東京、出演） - 本人役・鬼屋敷監督
- 絆〜走れ奇跡の子馬〜（2017年、NHK） - 大迫正和
- 遺留捜査 第4シリーズ 第6話（2017年8月17日、テレビ朝日） - 西岡良平
- 全力失踪（2017年、NHK） - 宗像良人
- 刑事ゆがみ（2017年、フジテレビ） - うきよ署 署長
- ドクターY〜外科医・加地秀樹〜（2017年） ‐ 横溝正一
- 時空超越ドラマ＆ドキュメント 美子伝説（2018年1月2日、NHK BSプレミアム） - 伊藤博文
- ラストチャンス 再生請負人（2018年） ‐ 片平耕介
- 駐在刑事 第3話（2018年、テレビ東京） ‐ 山上美智男
- フェイクニュース あるいはどこか遠くの戦争の話（2018年10月20日・27日、NHK） - 八ツ峰航平
- 科捜研の女（2018年11月29日、テレビ朝日） ‐ 花森栄一
- いだてん〜東京オリムピック噺〜（2019年） ‐ 岸清一
- デザイナー 渋井直人の休日（2019年） ‐ 真田シンイチ
- ゾンビが来たから人生見つめ直した件（2019年、NHK） - 増田光男
- 白い巨塔 (2019年のテレビドラマ)（2019年） ‐ 岩田重吉
- 時効警察はじめました（2019年） ‐ 熊本
- 特命刑事 カクホの女2（2019年） ‐ 長浜俊雄
- オペレーションZ〜日本破滅、待ったなし〜（2020年3月 - 4月、WOWOW） - 大熊嘉一
- 月曜プレミア8 横山秀夫サスペンス（2020年・2021年、テレビ東京） - 尾関守
  - 「沈黙のアリバイ」（2020年10月26日、テレビ東京）
  - 「モノクロームの反転」（2020年11月9日、テレビ東京）
  - 「第三の時効」（2021年11月29日、テレビ東京）
- カンパニー〜逆転のスワン〜（2021年、NHK BSプレミアム） - 有明清治郎
- 今ここにある危機とぼくの好感度について（2021年） - 鬼頭治男
- 大豆田とわ子と三人の元夫（2021年、関西テレビ・フジテレビ） - 大豆田旺介[48]
- サ道2021 第8話（2021年8月28日、テレビ東京） - 村田の上司
- 17才の帝国（2022年5月7日 - 、NHK総合）- 佐伯豊[49]
- 魔法のリノベ（2022年8月15日、フジテレビ） - 鎌田武彦
- 孤独のグルメ Season10 第12話（2022年12月24日）- 小林洋 役
- 孤独のグルメ2022大晦日スペシャル 年忘れ、食の格闘技。カニの使いはあらたいへん。（2022年12月31日、テレビ東京） - 小林洋 役[50]
- 日本統一 関東編（2023年4月14日 - 6月15日、日本テレビ）[51] - 八曲署 小山田署長
- にんげんこわい2 第2話・第3話「品川心中（上・下）」（2023年8月18日・25日、WOWOW） - 親方[52]
- マルス-ゼロの革命-（2024年1月23日 - 3月19日、テレビ朝日） - 小宮山茂[53]
- 舟を編む 〜私、辞書つくります〜（2024年2月18日 - 4月21日、NHK BS・NHK BSプレミアム4K） - 荒木公平[54]
- ダブルチート 偽りの警官 Season2（2024年6月29日 - 、WOWOW） - 鷹見俊之[55]
- 海のはじまり 第6話（2024年8月5日、フジテレビ） - 田辺繁
- 誰も知らない明石家さんま「芸人がアイドルに勝った日〜タブーを破った禁断の一日」（2024年12月1日、日本テレビ） - 笑福亭松之助[56]
- 日本一の最低男 ※私の家族はニセモノだった 第2話・第7話・第9話 - 最終話（2025年1月16日・2月20日・3月6日 - 20日、フジテレビ）- 二階堂慎太郎[57]

### ラジオ・ドラマ
- 『カラマーゾフの森』NHK東京〈青春アドベンチャー〉、2002年[注 14][30][31]。

### 配信ドラマ
- THE LIMIT 第5話「切れない電話」（2021年4月2日配信、Hulu）- 斉藤学
- 新聞記者（2022年1月13日配信、Netflix）- 北野茂雄
- ヒヤマケンタロウの妊娠（2022年4月21日配信、Netflix）[58]
- 季節のない街（2023年8月9日、ディズニープラス『スター』） - 京太[59]

### CM
- エスビー食品 鈴木くん・佐藤くん（1985年） - 佐藤くん役の生徒を「やるねぇ」と褒める教師
- P&G ファブリーズ（2001年 - 2004年）
- 大同生命保険（2004年）
- 金鳥 蚊に効くカトリス・うたぐり深い目編（2008年）
- エステWAM 光合成編（2008年）
- 日本スポーツ振興センター totoBIG BIGの神様編（2009年） - 神D
- アデランス ヘアークラブ（2010年）※竜雷太、矢島健一、石田太郎、上田耕一らと共演
- ブリヂストン タイヤカフェ（2011年）※長瀬智也、石原さとみらと共演
- 株式会社LIXIL、ガーデンルーム、「僕の居場所」篇、2012年 - 義父[60][61]。
- 株式会社LIXIL、ガーデンルーム、「私の庭だよ」篇、2012年 - 義父[60][61]。
- Sansan株式会社、Sansan、「面識アリ2017」上にやられた篇、2017年 - 社長[62]。
- サントリースピリッツ株式会社、ザ・カクテルバー プロフェッショナル、「GO森田 登場」篇、2018年[63]。
- Sansan株式会社、Sansan、「面識アリ2018」また、上にやられた篇、2018年 - 社長[64]。
- Sansan株式会社、Sansan、「してやられた2020」速報〜岩松篇、2020年 - 元社長。
- Sansan株式会社、Sansan、「遠隔でやられた」篇、2020年 - 元社長[65]。
- サントリー食品インターナショナル株式会社、ボス カフェベース、「予想より、絶対うまい。－キッチリ父登場－」篇、2022年 - 父親[66][67]。

## 著作等

### 著書
- 「戯曲 蒲団と達磨」『新劇』第35巻第12号、白水社、1988年12月、126-177頁、doi:10.11501/2287509、ISSN 0583-0486。
  - 『蒲団と達磨』白水社、1989年6月。doi:10.11501/13478478。ISBN 4-560-03344-7。
  - 『蒲団と達磨』〈リキエスタ〉の会、2001年11月。ISBN 4-88752-164-2。
- 「新しい対話をめざして」『新劇』第36巻第4号、白水社、1989年4月、88-97頁、doi:10.11501/2287513、ISSN 0583-0486。
- 「"中途半端"という王道」『テアトロ』第555号、カモミール社、1989年5月、99-101頁、doi:10.11501/7900771。
- 『お茶と説教：無関心の道徳的価値をめぐって』而立書房、1989年7月。doi:10.11501/13475501。ISBN 4-88059-126-2。
- 『台所の灯：人とその一般性の徴候に寄せて』而立書房、1989年7月。doi:10.11501/13472649。ISBN 4-88059-127-0。
- 『恋愛御法度：無駄と正直の劇的発作をめぐって』而立書房、1989年7月。doi:10.11501/13466735。ISBN 4-88059-128-9。
- 「［戯曲］お父さんの海水浴〈東京乾電池上演台本〉」『新劇』第36巻第9号、白水社、1989年9月、126-173頁、doi:10.11501/2287518、ISSN 0583-0486。
- 「その見事なだらしなさ」『現代詩手帖』第33巻第2号、思潮社、1990年2月、219頁、doi:10.11501/6056040、ISSN 1342-5544。
- 「邪悪なお勉強心を排す」『現代詩手帖』第33巻第4号、思潮社、1990年4月、204頁、doi:10.11501/6056042、ISSN 1342-5544。
- 「複雑と単純 『夫たち、妻たち、恋人たち』」『現代詩手帖』第33巻第9号、思潮社、1990年9月、169頁、doi:10.11501/6056047、ISSN 1342-5544。
- 「戯曲「お父さんのお父さん」」『しんげき』第38巻第1号、白水社、1991年1月、79-127頁、doi:10.11501/2250154、ISSN 0583-0486。
- 「物語と聞いて思うこと」『テアトロ』第580号、カモミール社、1991年6月、86-87頁、doi:10.11501/7900796。
- 「評 外国映画「ホット・スポット」」『映画芸術』第40巻第3号、編集プロダクション映芸、1991年7月、156-157頁、doi:10.11501/4432912。
- 「戯曲 「スターマン」」『しんげき』第38巻第12号、白水社、1991年11月、78-80頁、doi:10.11501/2250165、ISSN 0583-0486。
- 「さまよえる不動産業者」『小説club』第45巻第1号、桃園書房、1992年1月、doi:10.11501/1784956。
- 「英語版「蒲団と達磨」をみて」『テアトロ』第589号、カモミール社、1992年3月、136-141頁、doi:10.11501/7900805。
- 「描かれる生活と描かれない生活」『テアトロ』第590号、カモミール社、1992年3月、108-113頁、doi:10.11501/7900806。
- 「ことばを手がかりとして：荒れる言葉と凪ぐ言葉」『東京人』第8号、都市出版、1992年8月、138-139頁、doi:10.11501/4424846、ISSN 0912-0173。
- 『隣りの男：岩松了戯曲集』而立書房、1992年8月。doi:10.11501/13478970。ISBN 4-88059-168-8。
- 「東京乾電池」『Les Specs』第39巻第9号、白水社、1992年9月、30-32頁、doi:10.11501/2212102、ISSN 0918-2608。
- 「戯曲 こわれゆく男」『テアトロ』第612号、カモミール社、1994年1月、130-194頁、doi:10.11501/7900827。
- 『アイスクリームマン：中産階級の劇的休息』而立書房、1994年4月。doi:10.11501/13478300。ISBN 4-88059-187-4。
- 『市ケ尾の坂：伝説の虹の三兄弟』而立書房、1994年7月。doi:10.11501/13464583。ISBN 4-88059-188-2。
- 「劇作家KYの生活と意見（1）」『テアトロ』第618号、カモミール社、1994年7月、88-89頁、doi:10.11501/7900833。
- 「劇作家KYの生活と意見（2）」『テアトロ』第619号、カモミール社、1994年8月、108-109頁、doi:10.11501/7900834。
- 「劇作家KYの生活と意見（3）」『テアトロ』第620号、カモミール社、1994年9月、110-111頁、doi:10.11501/7900835。
- 「劇作家KYの生活と意見（4）」『テアトロ』第621号、カモミール社、1994年10月、92-93頁、doi:10.11501/7900836。
- 「劇作家KYの生活と意見（5）」『テアトロ』第622号、カモミール社、1994年11月、110-111頁、doi:10.11501/7900837。
- 「劇作家KYの生活と意見（6）」『テアトロ』第623号、カモミール社、1994年12月、108-109頁、doi:10.11501/7900838。
- 『スターマン・お父さんのお父さん』ペヨトル工房〈シリーズ戯曲新世紀〉、1995年7月。ISBN 4-89342-221-9。
- 「或る借金の風景」『社会民主』第491号、社会民主党全国連合機関紙宣伝局、1996年4月、104-105頁、doi:10.11501/2890749、ISSN 1342-0615。
- 「周防正行小論」『海燕』第15巻第5号、ベネッセコーポレーション、1996年5月、204-215頁、doi:10.11501/2297831、ISSN 0288-0520。
- 『月光のつゝしみ』而立書房、1996年5月。ISBN 4-88059-216-1。
- 『恋する妊婦』而立書房、1996年7月。ISBN 4-88059-215-3。
- 「戯曲 テレビ･デイズ」『テアトロ』第652号、カモミール社、1997年2月、116-179頁、doi:10.11501/7900866。
  - 『テレビ・デイズ』小学館、1998年5月。ISBN 4-09-385105-0。
- 「「演劇」の「映画」に対する一方的言い分―演劇の映画的カット手法から」『國文學』第42巻第4号、學燈社、1997年3月、100-105頁、doi:10.11501/8099655、ISSN 0452-3016。
- 『映画日和』竹中直人、マガジンハウス、1997年10月。ISBN 4-8387-0943-9。
- 『恋のためらい』ベネッセコーポレーション、1997年12月。ISBN 4-8288-1831-6。
- 「戯曲 クロイツェル・ソナタ」『テアトロ』第669号、カモミール社、1998年6月、108-163頁、doi:10.11501/7900882。
- 『傘とサンダル』ポット出版、1998年7月。ISBN 4-939015-13-0。
- 『五番寺の滝』ベネッセコーポレーション、1998年11月。ISBN 4-8288-1854-5。
- 「戯曲 水の戯れ」『テアトロ』第678号、カモミール社、1999年2月、122-179頁、doi:10.11501/7900891。
  - 『水の戯れ』ポット出版、2000年5月。ISBN 4-939015-26-2。
- 『鳩を飼う姉妹』而立書房、1999年6月。ISBN 4-88059-252-8。
- 『赤い階段の家：F.シューベルト「死と乙女」第二楽章をめぐって』而立書房、1999年7月。ISBN 4-88059-253-6。
- 「チェーホフの喜劇性についての一断面 抽象は具体の中にしか宿らない」『悲劇喜劇』第52巻第10号、早川書房、1999年10月、14-17頁、doi:10.11501/7923545、ISSN 1342-5404。
- 『食卓で会いましょう』ポット出版、1999年10月。ISBN 4-939015-22-X。
- 「職業という難物」『国づくりと研修』第87号、全国建設研修センター、2000年2月、58-59頁、doi:10.11501/3248218、ISSN 0285-0486。
- 『夏ホテル』ポット出版、2003年9月。ISBN 4-939015-53-X。
- 『シブヤから遠く離れて』ポット出版、2004年3月。ISBN 4-939015-62-9。
- 『「三人姉妹」を追放されしトゥーゼンバフの物語』ポット出版、2006年5月。ISBN 4-939015-87-4。
- 『マテリアル・ママ』ポット出版、2006年5月。ISBN 4-939015-88-2。
- 『シェイクスピア・ソナタ』ポット出版、2008年12月。ISBN 978-4-7808-0119-4。
- 「新 家の履歴書：長崎の実家は"日本昔ばなし"のようなところ。田舎から遠ざかるために演劇を始めた。」『週刊文春』第51巻第7号、文芸春秋、2009年、96-99頁。
- 『船上のピクニック』ポット出版、2009年3月。ISBN 978-4-7808-0121-7。
- 『溜息に似た言葉：セリフで読み解く名作』ポット出版、2009年9月。ISBN 978-4-7808-0133-0。
- 『マレーヒルの幻影』ポット出版、2009年12月。ISBN 978-4-7808-0138-5。
- 『シダの群れ』ポット出版、2010年9月。ISBN 978-4-7808-0154-5。
- 『アイドル、かくの如し』ポット出版、2012年1月。ISBN 978-4-7808-0175-0。
- 『シダの群れ 純情巡礼編』ポット出版、2012年5月。ISBN 978-4-7808-0180-4。
- 「不道徳教室」『悲劇喜劇』第66巻第7号、早川書房、2013年7月、54-108頁、ISSN 1342-5404。
- 『シダの群れ 港の女歌手編』ポット出版、2013年11月。ISBN 978-4-7808-0202-3。
- 『ジュリエット通り』ポット出版、2014年10月。ISBN 978-4-7808-0211-5。
- 『青い瞳』ポット出版、2015年11月。ISBN 978-4-7808-0222-1。
- 『家庭内失踪』ポット出版、2016年3月。ISBN 978-4-7808-0226-9。
- 「猿、かわいいね」『ベスト・エッセイ 2016』日本文藝家協会、光村図書出版、2016年6月。ISBN 978-4-89528-982-5。
- 「別れが言えない銀座」『おしゃべりな銀座』銀座百点、扶桑社、2017年7月。ISBN 978-4-594-07716-7。
  - 「別れが言えない銀座」『おしゃべりな銀座』銀座百点、文藝春秋〈文春文庫〉、2017年7月。ISBN 978-4-16-792207-8。
- 「走る男」『走る?』文藝春秋〈文春文庫〉、2017年8月。ISBN 978-4-16-790912-3。
- 『薄い桃色のかたまり：少女ミウ』白水社、2017年10月。ISBN 978-4-560-09415-0。
- 『空ばかり見ていた』リトルモア、2019年3月。ISBN 978-4-89815-502-8。
- 「芝居?」『虹の刻』CCCメディアハウス、2021年1月。ISBN 978-4-484-20236-5。
- 「バーテンダーどこへ行く」『せりふの時代2021』演劇出版社〈演劇出版社ムック〉、2021年4月。ISBN 978-4-86184-102-6。
- 「旅の道連れに幸あれ」『ベスト・エッセイ 2021』日本文藝家協会、光村図書出版、2021年4月。ISBN 978-4-8138-0370-6。
- 「別役さんと不条理劇」『別役実の風景』論創社、2022年1月。ISBN 978-4-8460-2100-9。
- 『岩松了戯曲集：1986-1999』リトルモア、2022年6月。ISBN 978-4-89815-559-2。
- 「あいつなりに筋は通ってるんだ」『ベスト・エッセイ 2022』日本文藝家協会、光村図書出版、2022年8月。ISBN 978-4-8138-0414-7。
- 「クランク・イン!」『悲劇喜劇』第75巻第6号、早川書房、2022年11月、ISSN 1342-5404。
- 『岩松了戯曲集：2000-2022』リトルモア、2022年11月。ISBN 978-4-89815-564-6。
- 「一度お会いしてるんです」『ベスト・エッセイ 2024』日本文藝家協会、光村図書出版、2024年6月。ISBN 978-4-8138-0586-1。
- 「峠の我が家」『悲劇喜劇』第77巻第6号、早川書房、2024年11月、ISSN 1342-5404。

### 関連書誌
- 「第33回岸田国士戯曲賞発表」『新劇』第36巻第3号、白水社、1989年3月、85-95頁、doi:10.11501/2287512、ISSN 0583-0486。
- 「シナリオ バカヤロー！(2)「幸せになりたい。」」『シナリオ』第45巻第8号、日本シナリオ作家協会、1989年8月、123-159頁、doi:10.11501/6071399。
- 七字英輔「歪んだ自画像--岩松了論」『テアトロ』第567号、カモミール社、1990年5月、71-75頁、doi:10.11501/7900783。
- 安土政夫「劇作家論公募入選--岩松了の「楽園喪失」」『テアトロ』第570号、カモミール社、1990年8月、78-84頁、doi:10.11501/7900786。
- 宮沢章夫「だからといってどうというわけではないが岩松了の音楽に対する厳格な姿勢について」『しんげき』第37巻第10号、白水社、1990年10月、50-53頁、doi:10.11501/2250151、ISSN 0583-0486。
- 安土政夫「北村想と岩松了の「個人の事情」」『テアトロ』第582号、カモミール社、1991年8月、80-84頁、doi:10.11501/7900798。
- 風間研「アイスクリームマンに岩松了の芝居は理解できるか?」『Les Specs』第39巻第8号、白水社、1992年8月、18-19頁、doi:10.11501/2212101、ISSN 0918-2608。
- 『小劇場、みんながヒーローの世界：現代演劇の風景』風間研、青弓社、1993年7月。doi:10.11501/13314898。ISBN 4-7872-7040-0。
- 山登敬之「「具体という無念」にむけて--岩松了論」『テアトロ』第609号、カモミール社、1993年11月、46-52頁、doi:10.11501/7900825。
- 『岸田国士の世界』駿河台文学会、1994年8月。doi:10.11501/13498409。ISBN 4-7883-4072-0。
- 『現代日本戯曲大系』 13巻、三一書房、1998年6月。doi:10.11501/12466920。ISBN 4-380-98536-9。
- 『盗まれたリアル：90年代演劇は語る』長谷部浩、アスキー、1998年9月。ISBN 4-7572-0200-8。
- 『新研究資料現代日本文学』明治書院、2000年3月。ISBN 4-625-51303-0。
- 『私立探偵濱マイクシナリオ. 下』エンターブレイン、2003年1月。ISBN 4-7577-1296-0。
- 『20世紀の戯曲』 3巻、社会評論社、2005年6月。ISBN 4-7845-0169-X。
- 『時効警察』角川書店、2006年3月。ISBN 4-04-873687-6。
  - 『時効警察』角川書店〈角川文庫〉、2007年3月。ISBN 978-4-04-384401-2。
- 『言葉のミルフィーユ』小澤征良、文化出版局、2008年3月。ISBN 978-4-579-30421-9。
- 『1980年代全ドラマ・クロニクル』TV life編集部、学習研究社、2009年4月。ISBN 978-4-05-404122-6。
- 『スミスの本棚：新しい自分が見つかる読書』テレビ東京報道局、日経BP社、2013年3月。ISBN 978-4-8222-4948-9。
- 『FREECELL 特別号』 19巻、プレビジョン〈KADOKAWA MOOK〉、2013年4月。ISBN 978-4-8222-4948-9。
- 『いまなんつった?』宮藤官九郎、文藝春秋〈文春文庫〉、2013年5月。ISBN 978-4-8222-4948-9。
- 『我らに光を：さいたまゴールド・シアター蜷川幸雄と高齢者俳優41人の挑戦』徳永京子、河出書房新社、2013年6月。ISBN 978-4-309-27420-1。
- 「特集 岩松了」『悲劇喜劇』第66巻第7号、早川書房、2013年7月、18-108頁、ISSN 1342-5404。
- 『アクターズ読本』洋泉社〈洋泉社MOOK〉、2015年7月。ISBN 978-4-8003-0689-0。
- 『劇を隠す：岩松了論』長井和博、勁草書房、2015年9月。ISBN 978-4-326-85190-4。
- 『蜷川幸雄：世界で闘い続けた演出家』河出書房新社〈KAWADE夢ムック〉、2016年10月。ISBN 978-4-309-97903-8。
- 『ステージスクエアエクストラ '19』日之出出版〈HINODE MOOK〉、2019年1月。ISBN 978-4-8387-9247-4。

### 関連映像
- 『異常の人々：伝説の虹の三兄弟』、日本ソフトシステム、VHS、JSVO22117[注 37]。
  - 『異常の人々：伝説の虹の三兄弟』、ジーダス、DVD-Video、JDXO25430。

## 脚註

### 註釈
1. ↑  職業を問われた際には、劇作家と答えている[1]。
2. ↑  長崎県立川棚高等学校卒業後、1浪して東京外国語大学に入学するも、2度の留年を経た在学満4年で「除籍」となった[3]。
3. ↑  東京外国語大学演劇部入部後、2人芝居の一方に選ばれたのが初舞台で、相手役は田丸美寿々だった[3]。
4. ↑  東京外国語大学演劇部入部直後の1971年にオンシアター自由劇場にも入団したが、同大学を「除籍」になる直前の1973年に退団した[6]。
5. ↑  オンシアター自由劇場時代の知人から、外語大のインテリだから演出ぐらいできるだろうと誘われ、参加したのが劇団東京乾電池だった[3]。劇団東京乾電池に在籍した期間は、1978年から1992年までだった[6]。
6. ↑  『お茶と説教：無関心の道徳的価値をめぐって』は、岩松了の劇作家デビュー作で、僅か一週間で書き上げたという[4][7]。初演は1986年10月だった[8]。
7. ↑  兵庫県文化賞の受賞は、多年にわたり兵庫県立ピッコロ劇団の代表を務めたことに由る[10]。
8. ↑  『まことむすびの事件』は、柄本明と共同で演出を担った。
9. 1 2 3  『お茶と説教：無関心の道徳的価値をめぐって』、『台所の灯：人とその一般性の徴候に寄せて』及び『恋愛御法度：無駄と正直の劇的発作をめぐって』は、同じ町内を舞台とした物語であったため、後に町内シリーズ三部作と称されるようになった。
10. 1 2 3  お父さんシリーズの一作[11]。
11. ↑  竹内銃一郎が1986年に発表した『恋愛日記』を岩松了が加筆し「増補版」とした[13]。
12. ↑  『アイスクリームマン』を最後に劇団東京乾電池を退団した[6]。
13. ↑  『空ばかり見ていた』は、日に5箱も吸っていた煙草をやめてから初めて書いた作品である[19]。
14. 1 2  『カラマーゾフの森』では、全10話のうち数話の脚本を担当したほか、俳優として出演もしている[30][31]。
15. ↑  『刑事ヨロシク』は全10回の連続ドラマで、そのうち第7回の脚本を担った。
16. ↑  『AカップCカップ』は全20回の連続ドラマで、そのうち数回の脚本を担った。
17. ↑  『サラリーマン教室』は全1回の単発ドラマだった。
18. ↑  『妻をめとらば』は全6回の連続ドラマで、そのすべての回で脚本を担った。
19. ↑  『渋谷・青春坂・ラブホテル』は全1回の単発ドラマだった。
20. ↑  『奇妙な出来事』は全20回の連続ドラマで、そのうち第18回の監督並びに脚本を担った。
21. ↑  『仙台七夕 幻の女』は全1回の単発ドラマだった。
22. ↑  『La cuisine』は全24回の連続ドラマで、そのうち第10回の監督を担った。
23. ↑  『いつか見た空』は全16回の連続ドラマで、そのすべての回で作を担った。
24. ↑  『恋のためらい』は全11回の連続ドラマで、そのすべての回で脚本を担った。
25. ↑  『日曜日は終わらない』は全1回の単発ドラマだった。
26. ↑  『死者からの手紙』は全1回の単発ドラマだった。
27. ↑  『私立探偵 濱マイク』は全12回の連続ドラマで、そのうち第7回の監督並びに脚本を担った。
28. ↑  『ビタミンF』は全6回のオムニバス・ドラマで、そのうち第5回の脚本を担った。
29. ↑  『そして明日から』は全1回の単発ドラマだった。
30. ↑  『社長をだせ! 〜実録・クレーマーとの死闘を制した女』は全1回の単発ドラマだった。
31. ↑  『ママ!アイラブユー』は連続ドラマで、そのうち約半数の回で脚本を担った。
32. 1 2  『時効警察』は全9回の連続ドラマで、その全回に出演したほか、第3回の監督並びに脚本と第7回の脚本を担った。
33. ↑  『HOT STAFF 快感SEXクリニック』の脚本は、加藤千恵と共同で担った[33]。
34. ↑  『バカヤロー! 2 幸せになりたい。』は全4話のオムニバスで、第3話「新しさについていけない」の監督を担った[34]。
35. ↑  『バカヤロー! V エッチで悪いか』は全2話のオムニバスで、第1話「真夜中のブレックファースト」の監督を担った。
36. ↑  米国映画『Iké Boys』は、日本国内では『Iké Boys イケボーイズ』の邦題で2024年に公開された[40]。
37. ↑  1992年に上演された『市ヶ尾の坂‐伝説の虹の三兄弟‐』の映像をもとに、周防正行が再編集したドキュメンタリ。